# ユン・エレ

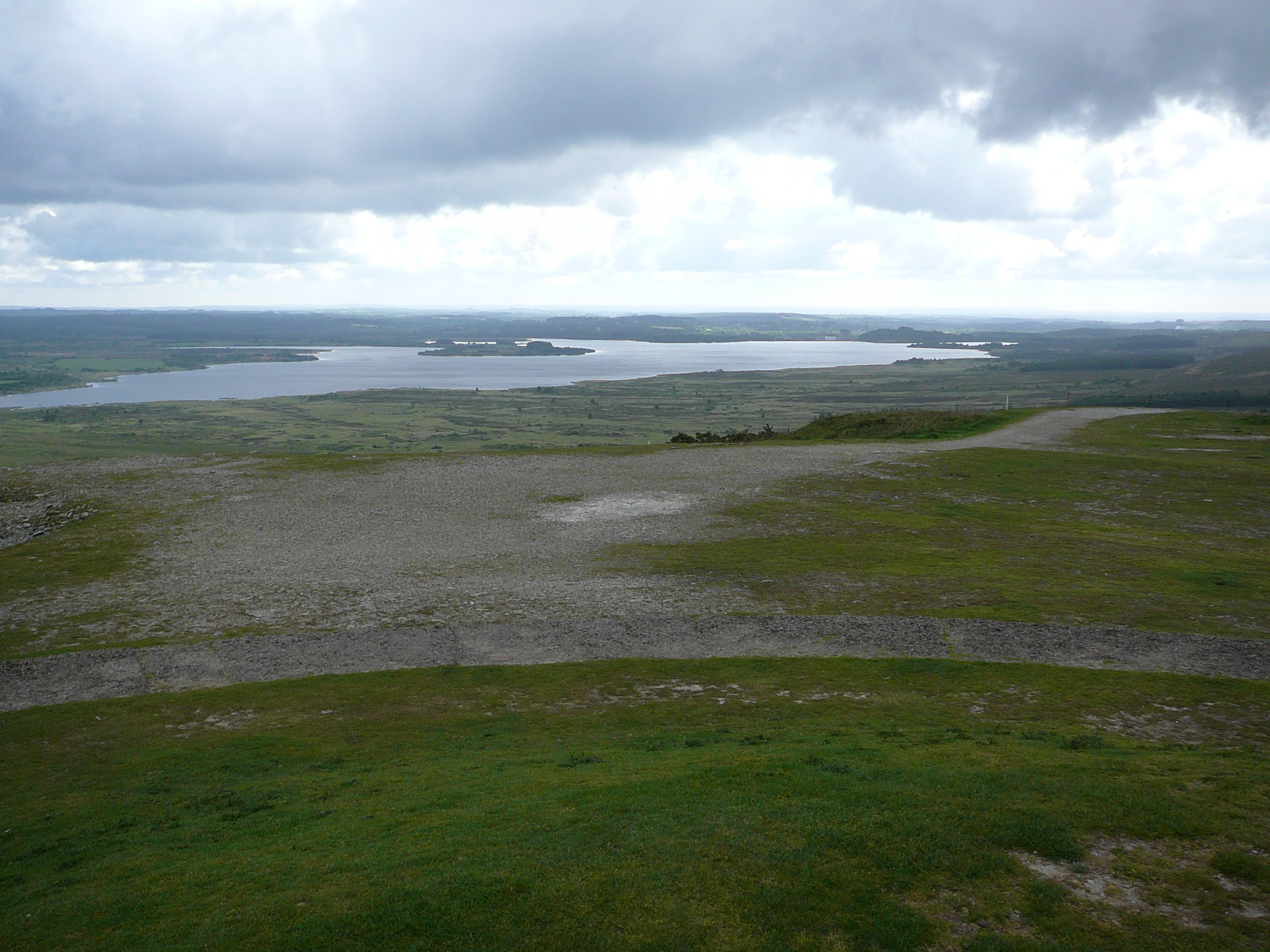
サン＝ミシェル＝ド＝ブラパール山から眺めたユン・エレの窪地。後方に広がるのはサン＝ミシェル貯水池

ユン・エレまたはユネレ （Yeun Elez）は、フランス、ブルターニュ地域圏、フィニステール県中央部から東部に広がる広大な窪地。アルモリカ山塊の西部を占めるアレ山地の中央部にあたる。ブルトン語のyeunとは、湿地を意味するgeunの異なるつづりである。

## 概要
古くは湿地帯で、多くの伝説が生まれ、泥炭の切り出しが地元の収入源となっていた。ユン・エレは1930年代から、1937年に完成した人口湖であるサン＝ミシェル貯水池（エレ川の治水のため）が大部分を占めるようになり、その水はサンテルボ水力発電所に使用された。1960年から1985年まで、水はアレ山地内で稼働していたブレンニリス原子力地区の冷却水としても使用されていた。自然保護地区となっているが、いまだに観光は整備されていない。
低地は東側に向かって開けており、標高は約250mである。太古の時代、アレ山地全体を完全に森林が覆っていたことは確実である。今でもユン・エレには、化石化したシラカバの樹皮が埋まっているだけでなく、化石化した巨大なカシが見つかる。

## 伝説の土地

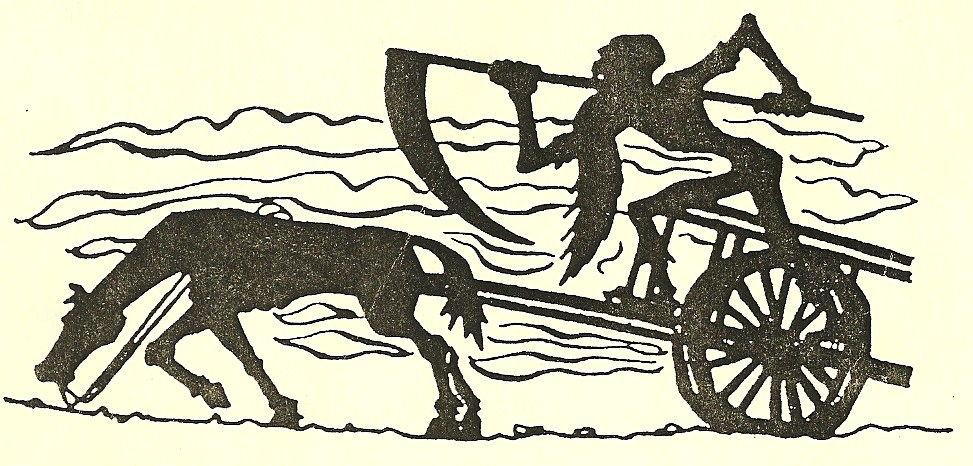
荷車にのって鎌をかざすアンクー

地元の伝説では、底なし沼の中心にはYoudigという名のボグがあり、これは地獄へ入る門の1つだと言われていた。19世紀末からブルターニュの伝説を収集したアナトール・ル・ブラーズによると、次のような伝説が伝わる『夏になると、そこは無限の草原となり、色合いが変化し続ける海のように見えた。薬草やヒースの生い茂る土地の上を歩くと足から弾力が伝わった。一歩歩くと、足元は固さを失っていき、すぐに膝の高さまで水に浸かった。ユンの中心部に達すると、我々は緑色の平地に直面するが、それは最初の危険な地雷である。地元民たちはあなたが無知だったから気づかなかったと主張するだろう。それは闇の門、不吉な入口である。ぽっかりと空いた穴が「陰謀の共謀者」を沈めるのである。この水溜りがYoudig（小さな、どろどろの粥）と呼ばれている。時には水が沸騰するような様を見せる。不運は訪れた者をその瞬間、水溜りに傾けるだろう。人は目に見えない力に捕らえられ、飲み込まれてしまうだろう。』
Youdigという昔の伝説は、おそらく昔の人々が記録した自然現象によるものである。ウィルオウィスプ、自然発生した泥炭の炎は（実際は、泥炭の上を覆う草の上に落雷があって引火した）数ヶ月にわたって続いた。唯一、雨が降ることで鎮火した（例えば、1917年に広大な沼地は炎に包まれた。また、非常に長い自然発火が1926年に起きた）。1968年にも大規模な自然発火が起きた。湿地で人が原因不明の失踪をすると、多くの場合彼らは沼に落ちてしまっており、落ちた穴や沼を霧が覆い隠してしまっていた。夜になると悪魔の叫び声が聞こえてくる。鳥類学者は、伝説の叫び声がユン・エレにある『地獄の門』から発生していることから、サンカノゴイの存在で説明がつくのでないかとする。サギの仲間のこの鳥は、霧笛のような鳴き声を持っている存在として認識されている。
悲惨で不穏な雰囲気ただよう暗い沼は、ユン・エレと周囲の山地について多くの伝説をもたらしてきた。大きな草刈鎌で人の命を奪うアンクー（fr）は、ユン・エレに潜んでいる（ユン・エレ近郊に住む年寄りたちは、近年まで、アンクーが乗る特徴ある荷車の軋む音を耳にしたり、隣家に鎖がかちゃかちゃ鳴る音がすれば差し迫った死の前触れであると、恐れおののいた）。コリガン（ゴブリンとも）はケルトの伝承に登場し、ムーアで夜通し踊っている。『地獄の狩人』伝説は、悪魔と一緒に行動するボトムール領主の姿を伝えており、ユン・エレの低地に特別な説明を与えている。

## 泥炭採掘

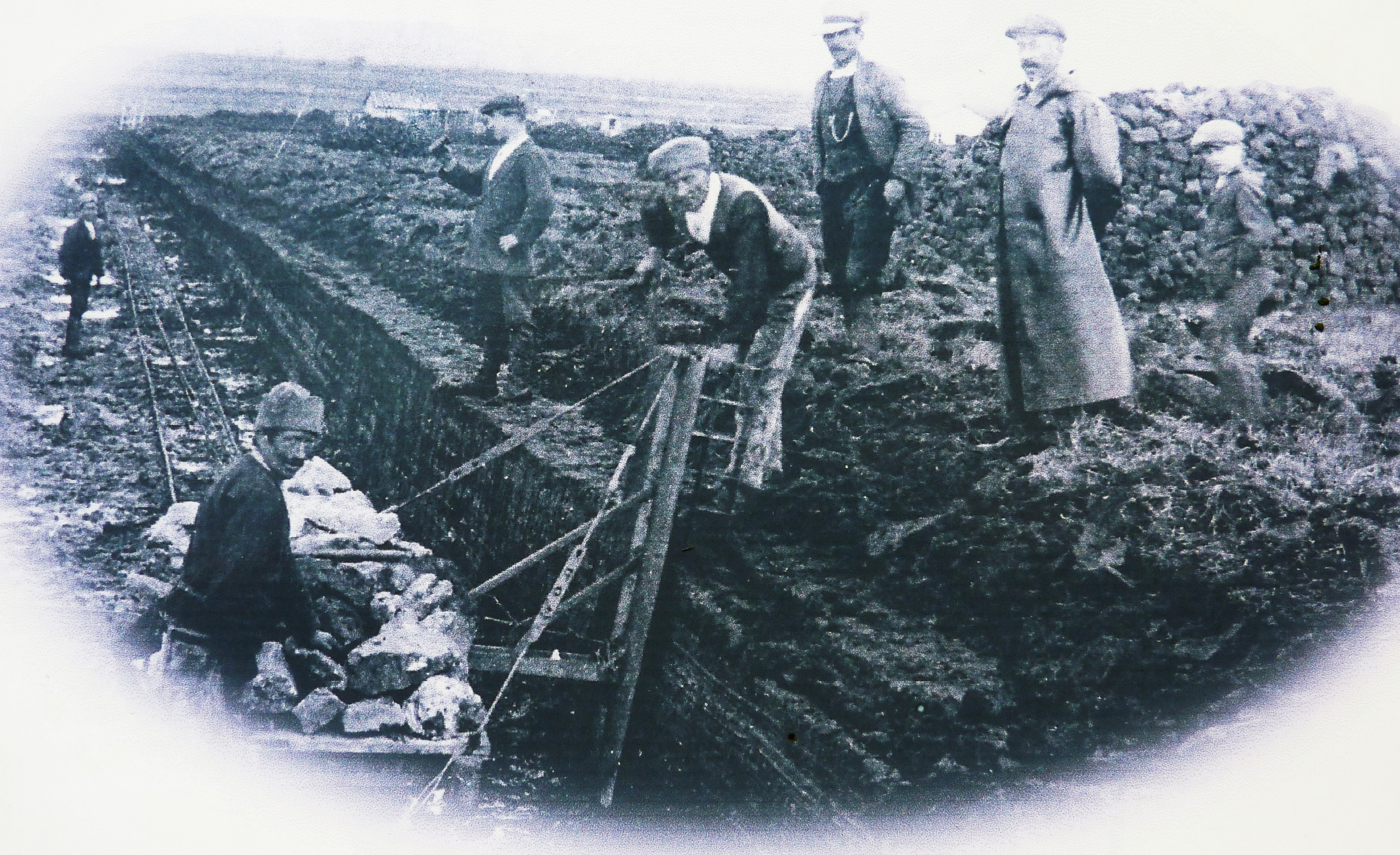
1920年代に泥炭を掘る様子

19世紀終わりから、泥炭地は産業の場となった。最初の試みは1880年に行われた。1890年代、例えばボトムールでは、小さな泥炭採掘産業はより重要な設備を持っていた。輸送のためのトロッコと鉄道である。1917年、湿地の一部に位置する町ロクフレに、石炭の不足のため泥炭の需要が増えたのに合わせ、工場が移動した。ポン・ド・ビュイ・レ・キマールに戦争用の火薬工場が設置され、主として80人の女性が雇用され、他に40人の成人男性と20人の若者が働いていた。小規模の泥炭採掘工場はブラパールの町にもつくられていた。そしてほんの数年間だが、ポン・ド・ビュイ・レ・キマールからブラパールを経由し、狭軌鉄道によってプルエスカ＝ロスポダン路線につながっていた。
第一次世界大戦の終結は、泥炭産業の終わりを告げた。しかし第二次世界大戦中に、一時的に採掘産業は再開された。ドイツ軍が特定の車両のガス化装置に泥炭を使用したからだった。
プロネヴェズ・デュ・フーに本社を置く会社が最後の採掘業者だった。彼らはロクフレ内のサン・ミシェル貯水池のほとりで採掘を行っていた。